# Inés Castillo
Inés Lucía Castillo Salazar (* 7. Dezember 1999 in Boca Raton) ist eine peruanische Badmintonspielerin.

## Karriere
Inés Castillo wurde 2022 Südamerikameisterin. 2024 startete sie bei den Olympischen Spielen in Paris. Im Dameneinzel schied sie dabei schon in der Vorrunde aus.

## Erfolge

### Panamerikaspiele
Mixed
| Jahr | Ort                                      | Partner      | Gegner                             | Ergebnis     | Resultat |
| ---- | ---------------------------------------- | ------------ | ---------------------------------- | ------------ | -------- |
| 2023 | Olympic Training Center, Santiago, Chile | José Guevara | Ty Alexander Lindeman Josephine Wu | 10–21, 11–21 | Bronze   |

### Panamerikameisterschaft
Damendoppel
| Jahr | Ort                                                           | Partner        | Gegner                        | Ergebnis     | Resultat |
| ---- | ------------------------------------------------------------- | -------------- | ----------------------------- | ------------ | -------- |
| 2018 | Teodoro Palacios Flores Gymnasium, Guatemala-Stadt, Guatemala | Paula la Torre | Rachel Honderich Kristen Tsai | 10–21, 12–21 | Bronze   |

### Südamerikaspiele
Dameneinzel
| Jahr | Ort                                        | Gegner        | Ergebnis     | Resultat |
| ---- | ------------------------------------------ | ------------- | ------------ | -------- |
| 2018 | Evo Morales Coliseum, Cochabamba, Bolivien | Fabiana Silva | 16–21, 13–21 | Bronze   |
| 2022 | Estadio León Condou, Asunción, Paraguay    | Sâmia Lima    | 16–21, 18–21 | Bronze   |

Damendoppel
| Jahr | Ort                                        | Partner        | Gegner                      | Ergebnis     | Resultat |
| ---- | ------------------------------------------ | -------------- | --------------------------- | ------------ | -------- |
| 2018 | Evo Morales Coliseum, Cochabamba, Bolivien | Paula la Torre | Luana Vicente Fabiana Silva | 9–21, 11–21  | Bronze   |
| 2022 | Estadio León Condou, Asunción, Paraguay    | Paula la Torre | Sânia Lima Juliana Vieira   | 14–21, 16–21 | Bronze   |

### Südamerikameisterschaften
Dameneinzel
| Jahr | Ort                                            | Gegner            | Ergebnis            | Resultat |
| ---- | ---------------------------------------------- | ----------------- | ------------------- | -------- |
| 2018 | Polideportivo 2 de la Videna, Lima, Peru       | Fernanda Saponara | 11–21, 11–21        | Bronze   |
| 2019 | Coliseo Abel Jimenez Parra, Guayaquil, Ecuador | Daniela Macías    | 11–21, 14–21        | Bronze   |
| 2020 | Polideportivo 2 de la Videna, Lima, Peru       | Daniela Macías    | 17–21, 17–21        | Silber   |
| 2022 | Polideportivo 2 de la Videna, Lima, Peru       | Fernanda Saponara | 21–13, 19–21, 22–20 | Gold     |

Damendoppel
| Jahr | Ort                                            | Partner        | Gegner                          | Ergebnis            | Resultat |
| ---- | ---------------------------------------------- | -------------- | ------------------------------- | ------------------- | -------- |
| 2018 | Polideportivo 2 de la Videna, Lima, Peru       | Paula la Torre | Daniela Macías Dánica Nishimura | 13–21, 16–21        | Bronze   |
| 2019 | Coliseo Abel Jimenez Parra, Guayaquil, Ecuador | Inés Mendoza   | Monaliza Feitosa Lorena Vieira  | 21–12, 18–21, 12–21 | Bronze   |
| 2020 | Polideportivo 2 de la Videna, Lima, Peru       | Paula la Torre | Daniela Macías Dánica Nishimura | 19–21, 10–21        | Silber   |
| 2022 | Polideportivo 2 de la Videna, Lima, Peru       | Paula la Torre | Bianca Lima Lohaynny Vicente    | 21–14, 14–21, 20–22 | Bronze   |

Mixed
| Jahr | Ort                                            | Partner      | Gegner                         | Ergebnis            | Resultat |
| ---- | ---------------------------------------------- | ------------ | ------------------------------ | ------------------- | -------- |
| 2019 | Coliseo Abel Jimenez Parra, Guayaquil, Ecuador | José Guevara | Daniel la Torre Daniela Macías | 18–21, 24–22, 13–21 | Bronze   |
| 2022 | Polideportivo 2 de la Videna, Lima, Peru       | José Guevara | Diego Mini Paula la Torre      | 23–21, 19–21, 21–18 | Gold     |

### Bolivarian Games
Dameneinzel
| Jahr | Ort                                        | Gegner      | Ergebnis     | Resultat |
| ---- | ------------------------------------------ | ----------- | ------------ | -------- |
| 2022 | Coliseo Arena de Sal, Valledupar, Colombia | Maria Pérez | 21–11, 21–19 | Gold     |

Damendoppel
| Jahr | Ort                                              | Partner        | Gegner                           | Ergebnis            | Resultat |
| ---- | ------------------------------------------------ | -------------- | -------------------------------- | ------------------- | -------- |
| 2017 | Coliseo Colegio Cooedumag, Santa Marta, Colombia | Paula la Torre | Nairoby Jiménez Licelott Sánchez | 16–21, 16–21        | Bronze   |
| 2022 | Coliseo Arena de Sal, Valledupar, Kolumbien      | Paula la Torre | Namie Miyahira Fernanda Saponara | 16–21, 21–18, 21–17 | Gold     |

Mixed
| Jahr | Ort                                         | Partner      | Gegner                     | Ergebnis            | Resultat |
| ---- | ------------------------------------------- | ------------ | -------------------------- | ------------------- | -------- |
| 2022 | Coliseo Arena de Sal, Valledupar, Kolumbien | José Guevara | Javier Alas Fátima Centeno | 21–18, 13–21, 21–13 | Gold     |

### Juniorenpanamerikameisterschaft
Damendoppel
| Jahr | Ort                        | Partner        | Gegner                      | Ergebnis     | Resultat |
| ---- | -------------------------- | -------------- | --------------------------- | ------------ | -------- |
| 2016 | CAR lla Videna, Lima, Peru | Paula la Torre | Jackeline Luz Amanda Santos | 15–21, 20–22 | Bronze   |

### BWF International Challenge/Series
Dameneinzel
| Jahr | Wettbewerb                | Gegner              | Ergebnis            | Resultat |
| ---- | ------------------------- | ------------------- | ------------------- | -------- |
| 2020 | Mexico International      | Sabrina Solis       | 20–22, 8–21         | Finalist |
| 2023 | Giraldilla                | Hristomira Popovska | 16–21, 21–16, 20–22 | Finalist |
| 2023 | Chile International       | Yasmine Hamza       | 16–21, 10–21        | Finalist |
| 2023 | Peru Future Series        | Fernanda Saponara   | 21–10, 21–11        | Sieger   |
| 2023 | Lagos International       | Lauren Lam          | Walkover            | Sieger   |
| 2023 | Peru International        | Kaoru Sugiyama      | 3–21, 6–21          | Finalist |
| 2023 | Venezuela International   | Yasmine Hamza       | 21–12, 21–18        | Sieger   |
| 2023 | Peru International Series | Yasmine Hamza       | 19–21, 21–15, 21–9  | Sieger   |
| 2024 | Suriname International    | Sabrina Solis       | 21–15, 21–16        | Sieger   |

Damendoppel
| Jahr | Wettbewerb                | Partner        | Gegner                                         | Ergebnis            | Resultat |
| ---- | ------------------------- | -------------- | ---------------------------------------------- | ------------------- | -------- |
| 2017 | Peru International Series | Paula la Torre | Daniela Macías Dánica Nishimura                | 12–21, 10–21        | Finalist |
| 2018 | Jamaican International    | Paula la Torre | Jamie Hsu Jamie Subandhi                       | 15–21, 8–21         | Finalist |
| 2018 | Peru Future Series        | Paula la Torre | Daniela Macías Dánica Nishimura                | 16–21, 10–21        | Finalist |
| 2018 | Peru International        | Paula la Torre | Daniela Macías Dánica Nishimura                | 11–21, 10–21        | Finalist |
| 2019 | Giraldilla                | Paula la Torre | Daniela Macías Dánica Nishimura                | 9–21, 11–21         | Finalist |
| 2020 | Peru Future Series        | Paula la Torre | Daniela Macías Dánica Nishimura                | 19–21, 22–20, 19–21 | Finalist |
| 2023 | Peru Future Series        | Paula la Torre | Fernanda Munar Solimano Rafaela Munar Solimano | 21–14, 21–14        | Sieger   |
| 2024 | Suriname International    | Namie Miyahira | Chequeda de Boulet Priyanna Ramdhani           | 21–16, 21–12        | Sieger   |

Mixed
| Jahr | Wettbewerb             | Partner             | Gegner                                 | Ergebnis     | Resultat |
| ---- | ---------------------- | ------------------- | -------------------------------------- | ------------ | -------- |
| 2017 | Carebaco International | Bruno Barrueto Deza | Daniel la Torre Regal Dánica Nishimura | 16–21, 9–21  | Finalist |
| 2019 | Giraldilla             | José Guevara        | Mario Cuba Daniela Macías              | 12–21, 19–21 | Finalist |
| 2023 | Peru Future Series     | José Guevara        | Diego Mini Paula la Torre Regal        | 17–21, 13–21 | Finalist |
| 2023 | Lagos International    | José Guevara        | Miha Ivančič Petra Polanc              | 21–17, 21–15 | Sieger   |